# Danzando
«Danzando» es una canción del álbum Grande y fiel de Gateway Worship Español, siendo el tercer sencillo del proyecto, interpretado por Christine D'Clario, Daniel Calveti, Josh Morales, Becky Collazos y Travy Joe.
El sencillo estuvo más de 40 semanas consecutivas en el número #1 de Latinoamérica según Monitor Latino, siendo además elegida como canción cristiana del año en los Monitor Music Awards. Recibió el galardón a "Mejor canción grabada en español" en los Premios Dove 2023.
En mayo de 2024, recibió una certificación de la RIAA por Platino.

## Promoción y lanzamiento
En 2022, Gateway Worship Español, conformado por más de 40 líderes de adoración, músicos y compositores, anunció el lanzamiento de su álbum en vivo titulado Grande y Fiel. «Danzando», sería el tercer sencillo y uno de los más dinámicos; interpretado por algunos de los cantautores más reconocidos de habla hispana, quienes también son parte del equipo de adoración de la iglesia Gateway en Texas, Estados Unidos.
La grabación de este trabajo audiovisual se llevó a cabo en octubre de 2021 en Texas, con la composición y voces de Josh Morales de Miel San Marcos, Christine D’Clario, Daniel Calveti, Becky Collazos, y un rap a cargo de uno de los pioneros del reggaeton cristiano, Travy Joe.
En 2022, fue una de las canciones más solicitadas en la radio, logrando un reconocimiento por parte de Monitor Latino como Christian Hot Song.

## Premios y reconocimientos
La canción se presentó en vivo en una versión bilingüe en los Premios Dove de 2023, donde también recibió el galardón a Canción cristiana en español del año. La canción también fue elegida como Canción cristiana del año por Monitor Latino.

## Otras versiones
- «Danzando (Secuencias.com Sesions)» interpretado por Lilly Goodman y Armando Sánchez para el canal de YouTube, Secuencias.com en 2022.

- «Danzando (Versión Urbana)» interpretado por Travy Joe, Alex Zurdo, Harold Velázquez y Montesanto, para el álbum Resiliente de 2023.

- «Danzando (Amazon Music Original)» interpretado por Gateway Worship Español y Generación 12, para el EP Tu Amor No Tiene Fin (Amazon Music Original) de 2023

- «Danzando (En Vivo)» interpretado por Miel San Marcos y Gateway Worship Español, para el álbum Evangelio de 2023

- «Danzando (Nadie Como Tú) (Remix)» interpretado por Gateway Worship Español y Lecrae[12]